# Soziale Sicherheit. Zeitschrift für Arbeit und Soziales
Die Soziale Sicherheit. Zeitschrift für Arbeit und Soziales (SoSi) ist eine juristische Fachzeitschrift, die sich mit aktuellen arbeits- und sozialrechtlichen Themen befasst. Bis 1999 trug sie im Titel den Zusatz: Zeitschrift für Arbeitsmarkt- und Sozialpolitik, sowie: Die sozialpolitische Monatszeitschrift der Gewerkschaften.
Behandelt werden insbesondere Themen aus dem Bereich des Sozialversicherungsrechts, der Arbeitsförderung, der Grundsicherung für Arbeitsuchende und des Rehabilitationsrechts. Die Beiträge setzen sich vorwiegend kritisch mit der arbeits- und sozialpolitischen Entwicklung auseinander und bieten Handreichungen für sozialrechtliche Praktiker. Die Zeitschrift richtet sich an Mitarbeiter bei den Sozialversicherungsträgern, bei den Gewerkschaften sowie an Juristen in Wissenschaft und Praxis.
Beigefügt ist jeweils die Beilage SoSiplus. Informationsdienst Soziale Sicherheit, die seit 2009 einen Umfang von 12 (früher: vier) Seiten hat.
Die Zeitschrift wird seit 1952 vom Deutschen Gewerkschaftsbund herausgegeben. Sie erscheint elf Mal jährlich zur Monatsmitte im Bund-Verlag, Frankfurt am Main. Die Redaktion liegt bei Markus Drescher und Jörg Meyer, die diese Aufgabe im Februar 2020 von Hans Nakielski und Rolf Winkel übernommen haben.
Die gedruckte Auflage beträgt 3.500 Exemplare, die Abonnementauflage liegt bei 3.000 Stück.
Die Beiträge können im Volltext über die Datenbank juris genutzt werden.